# Charles de Freycinet
Charles Louis de Saulces de Freycinet (Foix, 14 novembre 1828 – Parigi, 14 maggio 1923) è stato un politico e ingegnere francese.
È stato Presidente del Consiglio della Francia quattro volte: la prima dal 28 dicembre 1879 al 22 settembre 1880, la seconda dal 30 gennaio al 7 agosto 1882, la terza dal 7 gennaio all'11 dicembre 1886 e la quarta dal 17 marzo 1890 al 27 febbraio 1892.

## Biografia
Studiò all'École polytechnique prima di entrare al servizio dello Stato come ingegnere nel Corps des Mines (Corpo delle miniere), ruolo in cui diresse la Compagnie des chemins de fer du Midi durante la caduta del Secondo Impero.
Divenne collaboratore di Gambetta come delegato alla guerra nel governo di difesa nazionale del 1870–1871, durante la guerra franco-prussiana, e sostenne, per quanto era nel suo ruolo, il giovane ufficiale Louis Rossel nell'opporsi all'armistizio con la Prussia. Fu nominato ufficiale della Legion d'onore nel 1870.
Durante tale periodo (1870-1871) ebbe come segretario il nipote Justin Germain Casimir de Selves, figlio di Jacques Joseph Gustave de Selves, marito di sua figlia. Divenne senatore per il collegio della Senna nel 1876, mandato che conservò fino al 1920. Fu ministro dei lavori pubblici (1877–1879), e in tale veste legò il proprio nome all'ampliamento delle linee ferroviarie, prima di qualità mediocre, con lo scopo di togliere dall'isolamento le regioni poco servite. Contribuì analogamente alla modernizzazione delle vie fluviali, soprattutto con la definizione di uno standard per le dimensioni delle chiuse, che da lui prese il nome (scala Freycinet).
Fu a più riprese Primo ministro, chiamato la prima volta da Jules Grévy, sommando a tale funzione anche quella di ministro degli esteri nel 1879-1880 e nel 1885-1886. Appoggiò Jules Ferry nei suoi progetti di laicizzazione dello Stato e istruzione obbligatoria. Fu candidato, senza successo, alle elezioni presidenziali del 1885.
Nel 1886 fece espellere i pretendenti al trono di Francia, fu quindi sconfitto da Marie François Sadi Carnot nelle elezioni presidenziali del 1887. Primo civile a diventare ministro della guerra nel 1889-1890, portò la leva militare a tre anni, creò lo Stato maggiore generale e modernizzò l'equipaggiamento militare facendo adottare all'esercito il fucile Lebel Modèle 1886 e il 75 mm Mle. 1897. Fu intanto eletto all'Académie française nel 1890.
Accusato di aver insabbiato lo Scandalo di Panama, fu allontanato momentaneamente dal potere, ma tornò a coprire la carica di ministro della guerra nel gabinetto Dupuy in cui, preoccupato di difendere l'onore dell'esercito, si mostrò un ardente anti-Dreyfus.
Presidente della commissione delle forze armate al Senato, fu nuovamente ministro nel governo Briand fra il 1915 e il 1916.
Morì all'età di 94 anni il 14 maggio 1923.

## Opere
- 1858: Traité de mécanique rationnelle
- 1860: De l'analyse infinitesimale (révisé en 1881)
- 1861: Des pentes économiques en chemin de fer
- 1869: Emploi des eaux d'égout en agriculture
- 1870: Principes de l'assainissement des villes
- 1870: Traité d'assainissement industriel
- 1896: Essai sur la philosophie des sciences
- 1902: Sur les principes de la mécanique rationnelle
- 1905: La Question d'Égypte
- 1912: Souvenirs, 1848-1878